# Zwarte Tulp (televisieserie)
Zwarte Tulp is een Nederlandse dramaserie over twee familiebedrijven die proberen een zwarte tulp te kweken. Zwarte Tulp is de eerste Nederlandse serie die als eerste wordt uitgezonden door middel van de video on demand-dienst Videoland. Het eerste seizoen werd op 30 maart 2015 om 16.00 uur in z'n geheel uitgebracht. Het tweede is sinds 6 mei 2016 te zien bij Videoland.

## Productie
De serie is in opdracht van RTL Nederland en Videoland bedacht en ontwikkeld met producent NL Film. In juli 2014 begonnen de opnames van de serie en deze duurden tot eind november. De serie werd opgenomen in de bollenstreek en Amsterdam. Er werden bekende acteurs als Linda van Dyck, Huub Stapel, Marcel Musters, Gijs Naber, Anna Drijver en Benja Bruijning aan de serie verbonden.

## Verhaal
De families Vonk en Kester zijn beide al jaren succesvol in de tulpenbollen sector. Familie Vonk gedreven in het kweken van originele bollen en familie Kester in het kopen en doorverkopen van bollen. Door een ongeluk van vijftien jaar eerder waarbij de broer en schoonzus van Henk Kester waren overleden, door volgens Henk toedoen van Luuk Vonk, zijn de twee families rivalen geworden. De jarenlange voortdurende vete wordt versterkt wanneer de familie Vonk claimt de eerste zwarte tulp te hebben. Ondertussen wordt beetje bij beetje het mysterie omtrent het ongeluk uit het verleden ontrafeld en blijkt dat niets is wat het lijkt.

## Rolverdeling

### Hoofdrollen
- Huub Stapel als Luuk Vonk
- Linda van Dyck als Marieke Vonk-Vermeulen
- Anna Drijver als Emma Vonk
- Roeland Fernhout als Ben Vonk
- Carolien Karthaus als Katinka "Kat" Vonk-Schaeffer
- Benja Bruijning als Joeri Vonk
- Pim Lambeau als Roos Vonk
- Puck van Stijn als Jisanne Vonk
- Gijs Naber als Felix Kester (Hoofdrol seizoen 1, bijrol seizoen 2)
- Marcel Musters als Henk Kester
- Renée Fokker als Lilian Kester
- Abbey Hoes als Lynn Kester
- Willem Voogd als Martijn Kester
- Raymond Thiry als Sacha Weems (Hoofdrol seizoen 1, bijrol seizoen 2)
- Derek de Lint als Nick de Ruyter (seizoen 2)
- Nasrdin Dchar als Samuel Groenhuysen (seizoen 2)
- Hadewych Minis als Jolanda Groenhuysen (seizoen 2)
- Reinout Bussemaker als Robert Kester (seizoen 2)

### Gastrollen
- Joy Wielkens als Zoey van Geloven
- Bobbie Mulder als Olivia Kester
- Myranda Jongeling als Toos Schaeffer
- Nils Verkooijen als Robbie Schaeffer
- Korneel Evers  als Bertus Schaeffer
- Matthijs van de Sande Bakhuyzen als Sjoerd
- Nyncke Beekhuyzen als Anja Kester-van Woensel (seizoen 1)
- Niels Croiset als Gerard Kester (seizoen 1)
- Ali Ben Horsting als Mitch Groenendijk (seizoen 1)
- Bart Klever als Leo Schaeffer (seizoen 2)
- Mike Nijdam als Kai Groenhuysen (seizoen 2)

## Afleveringen

### Seizoen 1 (2015)
| Nr. | #  | Titel                      | Regisseur         | Schrijver(s)                  | Datum         |
| --- | -- | -------------------------- | ----------------- | ----------------------------- | ------------- |
| 1 | 1  | Het Corso                  | Ben Sombogaart    | Jacqueline Epskamp            | 30 maart 2015 |
| Luuk Vonk zet al zijn medewerkers op scherp om de laatste hand te leggen aan de praalwagen van de familie Vonk. Ondertussen lijkt Luuk, die al jaren geobsedeerd is, eindelijk resultaat te hebben in het kweken van de Zwarte Tulp en laat euforisch zijn resultaat zien aan zijn gezin.                                                                |    |                            |                   |                               |               |
| 2 | 2  | Een Ongenode Gast          | Ben Sombogaart    | Jacqueline Epskamp            | 30 maart 2015 |
| Voor de begrafenis van zijn vader wordt Joeri vervroegd ontslagen uit een psychiatrische inrichting en komt weer thuis wonen. Joeri vermoedt dat het geen natuurlijke dood is en probeert meer te weten te komen over de toedracht van het overlijden van zijn vader.                                                                                    |    |                            |                   |                               |               |
| 3 | 3  | Een Echte Erfenis van Luuk | Ties Schenk       | Karin van der Meer            | 30 maart 2015 |
| Henk komt erachter dat Luuk echt een zwarte tulp heeft gekweekt en is radeloos. Als Martijn merkt dat zijn vader zo overstuur is, komt hij met een voorstel om van het geld dat hij en Lynn van Luuk hebben geëerfd de tulpenbollen te kopen. |    |                            |                   |                               |               |
| 4 | 4  | De kaarten opnieuw geschud | Ben Sombogaart    | Wim Hoen                      | 30 maart 2015 |
| Het nieuws dat Luuk de biologische vader is van Lynn en Martijn slaat bij beide families in als een bom. Marieke wil niet geloven dat haar man vreemdging en Henk niet dat zijn schoonzus zijn broer bedroog. Henk zwijgt Lilian dood, omdat ze hem nooit de waarheid heeft verteld. Ondertussen probeert de overleden Luuk door te dringen tot Jisanne. |    |                            |                   |                               |               |
| 5 | 5  | Gif En Gal                 | Ties Schenk       | Anna Pauwels & Edward Stelder | 30 maart 2015 |
| Het bedrijf van de familie Vonk lijkt last te hebben van een mysterieuze besmetting. Emma denkt dat haar broer Ben hier mee te maken heeft en maakt dit hem erg duidelijk. Marieke heeft het moeilijker met het nieuws van Luuks ontrouw dan ze had gedacht en vindt troost in haar werk.                                                                |    |                            |                   |                               |               |
| 6 | 6  | Het Familiediner           | Ties Schenk       | Jacqueline Epskamp            | 30 maart 2015 |
| Marieke doet alsof ze helemaal niet boos is en besluit een familie-etentje te organiseren om de familie kennis te laten maken met Lynn en Martijn. Lynn en Martijn gaan beide op hun eigen manier met de uitnodiging om. Het etentje loopt zodanig uit de hand en ook blijken Lynn en Martijn minder sterk dan ze samen dachten.                         |    |                            |                   |                               |               |
| 7 | 7  | Olivia                     | Vincent Schuurman | Jacqueline Epskamp            | 30 maart 2015 |
| Felix' dochtertje Olivia arriveert in Nederland en zet meteen zijn hele leven op zijn kop. Felix' relatie met Emma wordt op een laag pitje gezet en ook Emma blijkt slachtoffer. Zij blijkt niet blij te zijn dat ze zo weinig wist over zijn leven. |    |                            |                   |                               |               |
| 8 | 8  | Wie Wind Zaait             | Vincent Schuurman | Anna Pauwels & Edward Stelder | 30 maart 2015 |
| Martijn raakt steeds verder in het nauw en probeert Lynn steeds meer om zijn vinger te winden. Lynn krijgt een steeds groter wordende behoefte om zich juist los te maken van hem. Ben vermoedt dat door Joeri's bemoeizucht de politie hem en Mitch op de hielen zit.                                                                                   |    |                            |                   |                               |               |
| 9 | 9  | Onderduik                  | Vincent Schuurman | Jacqueline Epskamp            | 30 maart 2015 |
| De relatie tussen Felix en Emma wordt op de proef gesteld, nadat ontdekt wordt dat een van de duur betaalde bollen waarschijnlijk al bij de overdracht is verwisseld voor een gewone bol. Vooral Felix heeft een vermoeden wie dit heeft gedaan en wil duidelijkheid.                                                                                    |    |                            |                   |                               |               |
| 10 | 10 | Vertrouwen is Alles        | Ties Schenk       | Wim Hoen                      | 30 maart 2015 |
| Martijn gaat chillen met Joeri, die op zijn beurt hem begint te verdenken van de moord op hun vader. Wanneer Joeri ook afspreekt met Lynn in Amsterdam, vertelt zij iets wat zijn vermoeden bevestigt en besluit Martijn te confronteren. Als Martijn dan bekent, zijn de gevolgen anders dan verwacht.                                                  |    |                            |                   |                               |               |
| 11 | 11 | Kat in het nauw            | Ties Schenk       | Jacqueline Epskamp            | 30 maart 2015 |
| Henk vermoedt dat Martijn iets te maken heeft met de dood van Luuk, maar probeert dit te vermijden. Jisanne voelt zich eenzaam en verwaarloosd door haar moeder, die te druk is met de zwarte tulp. Gesteund door haar opa, neemt Jisanne een drastisch besluit. Ben vecht voor een laatste kans bij Kat, maar moet diep graven.                         |    |                            |                   |                               |               |
| 12 | 12 | Naar huis                  | Ties Schenk       | Jacqueline Epskamp            | 30 maart 2015 |
| De familie Vonk is in alle staten door de vermissing van Jisanne. Wanneer Martijn niet teruggekomen is uit Amsterdam, wordt ook hij als vermist opgegeven. De politie legt dan de link ook en als de beveilingscamera's de vermoedens bevestigen. Beide families moeten samenwerken om tot een goed einde te komen.                                      |    |                            |                   |                               |               |

### Seizoen 2 (2016)
| Nr. | #  | Titel                               | Regisseur      | Schrijver(s)       | Datum      |
| --- | -- | ----------------------------------- | -------------- | ------------------ | ---------- |
| 13 | 1  | Ver van huis                        | Johan Timmers  | Jacqueline Epskamp | 6 mei 2016 |
| De doem van de zwarte tulp lijkt voorbij. Emma en Felix en hun twee dochters wonen samen. Lynn is gelukkig met Sjoerd en Joeri met Zoë. Kat en Ben zijn ondanks de detentie van Ben in blijde afwachting van hun baby. Maar aan de hemel staat een grote donkere wolk: de nachtmerries van Jisanne. |    |                                     |                |                    |            |
| 14 | 2  | Niet met elkaar, niet zonder elkaar | Johan Timmers  | Wim Hoen           | 6 mei 2016 |
| Ben wordt in de gevangenis bedreigd. Hij vindt bescherming bij een groep die een wederdienst van hem wil: Kat moet cocaïne de gevangenis insmokkelen. Emma overschreeuwt haar gevoel van afkeer voor Felix door hem mee uit te vragen. Ze laat zich echter betrappen met een andere man, waarna Felix zijn conclusies trekt. Henk wordt nog steeds achtervolgd door de dood van Martijn en besluit een pelgrimstocht te maken. Marieke wordt verliefd op Nick. |    |                                     |                |                    |            |
| 15 | 3  | Donkere wolken                      | Johan Timmers  | Jacqueline Epskamp | 6 mei 2016 |
| Als Kat ontdekt hoe slecht Ben zich staande houdt in de gevangenis, neemt ze een vergaande beslissing. Jisanne is ten einde raad wanneer haar nachtmerries uit lijken te komen. Lynn raakt meer en meer getraumatiseerd. Emma wordt opnieuw met haar onmacht geconfronteerd door het vertrek van Felix. Lilian neemt noodgedwongen het roer over bij Kester B.V., maar komt voor een onaangename verrassing te staan. Nick en Marieke gaan op date. |    |                                     |                |                    |            |
| 16 | 4  | Samuel                              | Shariff Korver | Jacqueline Epskamp | 6 mei 2016 |
| Emma staat er na het vertrek van Felix en het ongeluk van Sacha alleen voor. De ontmoeting met de mysterieuze Samuel geeft Jisanne nieuwe hoop. De komst van de baby van Ben en Kat wordt overschaduwd door hun hoogoplopende meningsverschil. Lilian is bang dat ze met de komst van Robert van de regen in de drup is gekomen. Joeri begint met gemengde gevoelens aan zijn nieuwe baan. Lilian werkt zich in op kantoor en nodigt Robert uit om bij haar thuis te komen logeren. |    |                                     |                |                    |            |
| 17 | 5  | Hou me vast                         | Shariff Korver | Wim Hoen           | 6 mei 2016 |
| Jisanne leert Samuel beter kennen en vindt bij hem begrip voor haar nachtmerries. Emma blijkt nog gevoelens te hebben voor Samuel. Joeri stopt met het slikken van zijn pillen en begint de droom van Jisanne serieus te nemen. Lynn voelt de verlammende aanwezigheid van Martijn maar weet zich er overheen te zetten. Ben heeft er alles voor over om Kat uit de gevangenis te houden. Marieke stelt Nick voor aan de rest van de familie. Lilian en Robert krijgen respect voor elkaar. |    |                                     |                |                    |            |
| 18 | 6  | Koude douche                        | Shariff Korver | Jacqueline Epskamp | 6 mei 2016 |
| Tijdens de babyshower voor het kind van Ben en Kat lopen de gemoederen tussen de diverse partijen hoog op. Ben weigert zich tot wanhoop van Kat om zich bij de feiten neer te leggen. Kat kan ten slotte haar geheim niet langer voor zich houden. De spanning tussen Emma en Samuel wordt onhoudbaar. Joeri wil Lynn nu wel helpen en dwingt Jisanne mee te doen. Kat gaat in detentie. Lynn en Joeri zoenen en worden betrapt door Zoe. |    |                                     |                |                    |            |
| 19 | 7  | Gevaarlijke vrienden                | Ineke Houtman  | Jacqueline Epskamp | 6 mei 2016 |
| Kat probeert zich staande te houden in de gevangenis en krijgt steun van Maaike. Ben zoekt naar geld voor een dure advocaat. Ben wantrouwt Nick met als gevolg dat Marieke haar hart opent voor hem. Ben graaft bollen voor de zwarte tulp op en gooit ze op de markt. Lilian en Robert hebben er echter ook een klant voor. Luuk wil Samuel weg hebben. Joeri wordt verscheurd door zijn gevoelens voor Lynn. Lilian en Robert gaan als een echtpaar naar een etentje. Emma ontdekt de waarheid omtrent het vertrek van Samuel. De maat is vol. Ze vertrekt naar Bangkok om de tulp zélf te gaan verkopen. |    |                                     |                |                    |            |
| 20 | 8  | Volg je hart                        | Ineke Houtman  | Wim Hoen           | 6 mei 2016 |
| Emma draagt de leiding voor het bedrijf over aan Ben. Lilian baalt als Henk terug komt en zijn positie thuis en in het bedrijf herneemt. Henk ontdekt dat Lilian en Robert tegen zijn wil in gaan en besluit Ben te helpen. Kat is bang dat haar baby gevaar loopt in de gevangenis. Ben vertelt Nick de waarheid, met onverwachte gevolgen voor Marieke. Jisanne voelt zich thuis in het gezin van Samuel en Jolanda, die haar steeds meer in palmt. Martijn jaagt Lynn in de armen van Joeri. |    |                                     |                |                    |            |
| 21 | 9  | Liefde is het mooiste wat er is     | Ineke Houtman  | Jacqueline Epskamp | 6 mei 2016 |
| Marieke en Nick gaan trouwen. Lynn en Joeri draaien om elkaar heen. Joeri laat haar op zijn kamer logeren. Ze worden bijna betrapt door Emma, die net terug komt uit Bangkok. Jisanne gaat ervandoor met een beeldje. Samuel probeert Jisanne te helpen. Jolanda wint steeds meer Jisanne´s hart. Dat brengt haar in conflict met Samuel, die dat niet leuk voor Emma vindt. Henk heeft de hulp van Robert nodig om tot een akkoord te komen met Podorovsky. Lilian kiest volledig Roberts kant, omdat ze verliefd op hem is.                                                                               |    |                                     |                |                    |            |
| 22 | 10 | Haar eigen bestwil                  | Ineke Houtman  | Wim Hoen           | 6 mei 2016 |
| Joeri raakt steeds meer geobsedeerd door Jisanne’s nachtmerrie. Lynn ontdekt dat ze bang is voor de verkeerde. Emma komt tot de conclusie dat Jisanne beter af is bij Samuel en Jolanda. Kat is blij als ze verlof krijgt, maar ziet alle hoop vervliegen. Marieke laat zich door Nick overtuigen om het huis te verkopen en liegt tegen haar kinderen. Lilian behaalt een overwinning op Ben, maar loopt een blauwtje bij Robert. |    |                                     |                |                    |            |
| 23 | 11 | Erop of eronder                     | Shariff Korver | Jacqueline Epskamp | 6 mei 2016 |
| Met hulp van Samuel durft Jisanne eindelijk haar droom in te gaan, maar op het verkeerde moment. Lynn probeert met hulp van Martijn te ontsnappen aan Joeri, maar loopt met open ogen in de val. Ben en Kat nemen de grootste beslissing uit hun leven, maar stuiten daarbij op Toos. Marieke moet erkennen dat haar relatie met Nick op lucht is gebouwd. Emma vecht voor de liefde van haar dochter. Jolanda vreest Samuel kwijt te raken aan Emma en gaat heel ver om dat te voorkomen. Lilian gaat wraak nemen op Robert en heeft daar de hulp van Henk bij nodig. En er is eindelijk nieuws van Sacha. |    |                                     |                |                    |            |
| 24 | 12 | Tot de dood ons scheidt             | Shariff Korver | Wim Hoen           | 6 mei 2016 |
| De familie verzamelt zich voor de begrafenis van een dierbare. Emma leert Jisanne te helpen met haar problemen. Samuel neemt afscheid van twee grote liefdes. Jolanda bezoekt Emma om hun rivaliteit te begraven. Joeri komt bij zinnen, maar maakt zich nog steeds zorgen. Henk en Lilian vinden elkaar in het werk. Lynn besluit zich te herenigen met Martijn. Marieke ontmaskert Nick, die dat niet over zijn kant laat gaan. Jisanne probeert te voorkomen dat haar nachtmerrie werkelijkheid wordt.                                                                                                   |    |                                     |                |                    |            |

## Ontvangst
De serie werd op Videoland goed ontvangen. De serie werd door enkele duizenden kijkers binnen 48 uur helemaal afgekeken. Daarnaast kreeg de serie veel lof over de cast, verhaallijnen en regie.
Het eerste seizoen werd vanaf september 2015 uitgezonden op RTL 4 en trok gemiddeld 1,1 miljoen kijkers. Het tweede seizoen, wat vanaf januari 2017 te zien was op RTL 4, kende tegenvallende kijkcijfers en werd na aflevering 8 verhuisd naar RTL 8 waar de kijkcijfers helemaal inzakten.
Door de tegenvallende cijfers van het tweede seizoen op televisie werd besloten om geen derde seizoen te maken. De producenten waren al begonnen met onderhandelingen met de acteurs en  de verhaallijn voor het hele seizoen lag al klaar. De scripts van de eerste twee afleveringen waren ook al  klaar.